# Schwarz-Weiß Wuppertal
Schwarz-Weiß Wuppertal war  ein Sportverein aus Wuppertal. Die erste Fußballmannschaft spielte ein Jahr in der erstklassigen Gauliga Niederrhein.

## Geschichte
Der Verein wurde im Jahre 1904 als BV Barmen 04 als Abspaltung vom Bergischen Wintersport- und SV Elberfeld gegründet. Aus dem Stammverein wurde nach mehreren Fusionen der Wuppertaler SV. Der BV Barmen 04 schloss sich im Jahre 1912 dem Barmer TV an. Am 22. April 1924 fusionierte die Fußballabteilung mit Germania Barmen zu den Sportfreunden Schwarz-Weiß Barmen. Im Februar 1937 änderte der Verein seinen Namen in Sportfreunde Schwarz-Weiß Wuppertal. Zwischen 1943 und 1945 bildeten die Schwarz-Weißen mit dem SSV Barmen und TuRa Wuppertal die Kriegsspielgemeinschaft KSG Wuppertal.
Als BV Barmen 04 konnte die Mannschaft im Jahre 1911 die Meisterschaft des Bezirks Rheinbezirk Nord/Berg gewinnen. Bei der Westdeutschen Meisterschaft kam das Aus bereits im Viertelfinale gegen Jugend Düren. Nach der Fusion zu Schwarz-Weiß Barmen spielte die Mannschaft in der 1. Bezirksklasse Berg/Mark zumeist gegen den Abstieg, ehe im Jahre 1928 die Bezirksmeisterschaft gewonnen wurde. Das Entscheidungsspiel gegen Fortuna Düsseldorf wurde im neutralen Elberfeld mit 4:1 gewonnen. Bei der Westdeutschen Meisterschaft langte es nur zum vorletzten Platz.
Drei Jahre später erreichte die Mannschaft erneut das Finale der Bezirksmeisterschaft, musste sich aber nach zwei deutlichen Niederlagen gegen Fortuna Düsseldorf geschlagen geben. Daraufhin nahmen die Wuppertaler an der Runde der Zweiten teil, die mit einem 2:0 gegen den Rheydter Spielverein gewonnen wurde. Nun konnte sich die Mannschaft in einem Entscheidungsspiel gegen den Meidericher SV für die Deutsche Meisterschaft qualifizieren, doch Meiderich gewann mit 4:2.
Im Jahre 1933 gehörten die Schwarz-Weißen zu den Gründungsmitgliedern der Gauliga Niederrhein, aus der sie als Tabellenletzter gleich wieder abstiegen. Drei Jahre später nahmen die Wuppertaler am Tschammerpokal, dem Vorläufer des DFB-Pokals teil. Nach einem 5:1-Erstrundensieg über den SV Dessau 05 folgte in Runde zwei eine 0:3-Niederlage beim SV Waldhof. Im Jahre 1938 erreichte die Schwarz-Weißen nochmal die Aufstiegsrunde zur Gauliga, bleiben gegen Rot-Weiss Essen und dem VfR Ohligs ohne Punktgewinn. Nach dem Zweiten Weltkrieg gelang im Jahre 1950 der Aufstieg in die Landesliga, damals die höchste Amateurliga. Vier Jahre später folgte der Abstieg. In dieser Zeit spielten die Schwarz-Weißen nicht mehr im Barmer Stadion, sondern auf den Sportplätzen am Mallack im Stadtteil Sedansberg.
Am 2. Juli 1965 fusionierte Schwarz-Weiß Wuppertal mit dem FC Schellenbeck und dem Turn- und Spielverein Barmen zu Eintracht Wuppertal. Die Eintracht wiederum fusionierte am 11. Juni 1970 mit Viktoria Wuppertal, dem VfB Wuppertal und dem SSV Barmen zum ASV Wuppertal. Im gleichen Jahr spaltete sich vom ASV ein neuer Verein namens Schwarz-Weiß Wuppertal ab, der nicht über lokale Spielklassen hinauskam und im Jahre 2012 mit dem FC Wuppertal 03 zum SC Wuppertal fusionierte.

## Bekannte Mitglieder
- Kurt Braun (* 25. Juni 1921; † 7. Oktober 1990), Tischtennisspieler
- Franz Orgler (* 22. August 1914 in Barmen; † 13. Januar 2015 in Båstad/Schweden), 400- und 800-Meter-Läufer